# Mate de wirwina jank'u
El mate de wirwina jank'u , conocido como verbena blanca o Wiriwina jank’u en la lengua aimara, es una bebida nativa de la región andina de Bolivia.

## Preparación
La preparación consta en hervir las hojas y el tallo de la planta Stachys pusilla en agua para luego dejarla reposar durante unos minutos, posteriormente es admisible endulzar el preparado con panela y, aunque no se acostumbre, añadir unas gotas de limón. 

## Usos medicinales
La wirwina jank’u o verbena blanca es una plata nativa de las regiones andinas considerada, por los antiguos curanderos nativos o kallawayas, como una planta medicinal idónea para menguar los malestares ocasionadas por la gastritis, cálculos biliares, dolor de cabeza, dolor de estómago, y diarrea.